# Джессіка Рот
Джессіка Енн Ротенберг (англ. Jessica Ann Rothenberg; нар. 28 травня 1987, Денвер, Колорадо, США), знана як Джессіка Рот ([rɒθ]) — американська акторка. Розпочала кар'єру в незалежних фільмах і на театральній сцені, її прорив стався після ролі Трі Гелбман у комедійному фільмі-слешері «Щасливий день смерті» (2017) та його продовженні 2019 року, завдяки чому її визнали королевою крику.
Знялася в музичних стрічках «Ла-Ла Ленд» (2016), «Дівчина з долини» (2020), романтичних драмах «Назавжди моя дівчина» (2018), «Все моє життя» (2020), а також бойовику «Пробивний чувак» (2023). На телебаченні отримала ролі в комедійному серіалі MTV «Мері + Джейн» (2016) і науково-фантастичному драматичному серіалі Amazon Prime Video «Утопія» (2020).

## Ранні роки
Народилася в Денвері, штат Колорадо, в сім'ї Сьюзен і Стіва Ротенбергів. Батько — єврей. Її бабуся по батьківській лінії Колін Ротенберг була театральною акторкою, і належала до синагоги конгрегації Шомрей Тора в Санта-Розі, Каліфорнія.
У 8 років зайнялася балетом. У юності відвідувала літні театральні табори в Канзас-Сіті. Після випуску з місцевої школи вступила до Бостонського університету, який закінчила у 2009 році зі ступенем бакалавра образотворчого мистецтва, студенткою опанувала гру на скрипці, чечітку та гончарство.

## Кар'єра

### Початок кар'єри
На початку кар'єри в титрах зазначалася як Джессіка Ротенберг. У 2010—2013 роках отримувала невеликі ролі, зокрема у «Цибулевих новинах», а також ролі другого плану в незалежних фільмах, як-от «Припливи» і «Джек, Джулс, Естер і я». 2011 року дебютувала на сцені, зігравши головну роль у п'єсі Девіда Веста Ріда «Сон палахкого хлопчика». Чарльз Ішервуд з «Нью-Йорк таймс» описав її виступ як «разючий». Разом з акторським складом серіалу 2014 року «Наступного разу у Лонні» отримали номінацію на премію «Streamy».
2015 року зіграла головні ролі в комедійному фільмі «Лілі та Кет», науково-фантастичному фільмі Netflix «Паралелі» та кримінальній драмі «Зв'язок із маленькою дівчинкою». Того ж року пройшла кастинг на роль Алексіс у музичному фільмі Дам'єна Шазеля «Ла-Ла Ленд». Рот приваблювала така роль ще з дитинства: «Я просто думала, що жити у світі, де хтось будь-якої миті може почати танцювати, моя найзаповітніша мрія». Фільм вийшов в прокат 2016 року, став комерційно успішним й отримав схвальні відгуки критиків.
2016 року зіграла головну роль у телесеріалі, Пейдж з комедійного серіалу MTV «Мері + Джейн». Це «комедія про травичку», створена Снуп Доггом, протрималася один сезон. Проєкт отримав змішані відгуки, хоча критики високо оцінили гру Рот та її колеги Скаут Дюрвуд. Деніел Фіенберг з «Голлівуд-репортер» сказав, що між ними «взаємозв'язок здається природним і невимушеним, хоча решта шоу часто здається дико вимушеною або принаймні надто важкою».

### Прорив

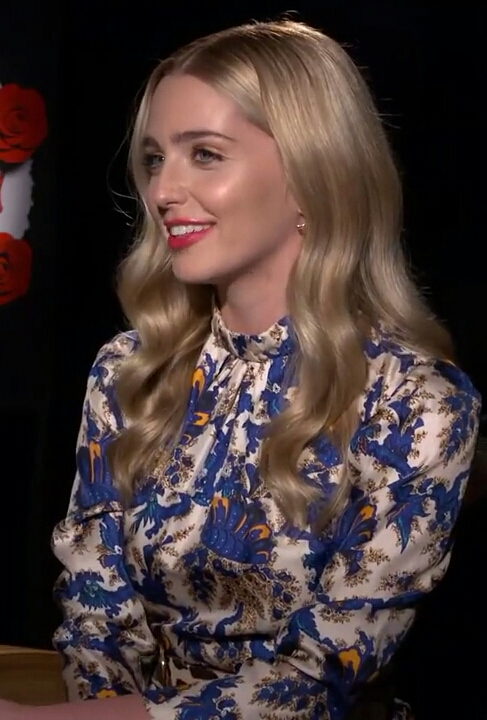
Рот на інтерв'ю MTV у 2019 році

2017 року знялася у фільмі жахів Крістофера Лендона «Щасливий день смерті» в ролі Терези «Трі» Гелбман. Попри те, що фільм у жанрі слешер головний персонаж створювався з глибиною, частково це показує псевдонім Трі, що означає «дерево». Стрічка мала значний касовий успіх і приніс Рот впізнаваність. Браян Таллеріко сказав, що Рот була «досить хорошою в певному сенсі, і я з нетерпінням чекаю, що вона робитиме далі. Її гра, безперечно, є найкращою у фільмі». Сімран Ганс з «Ґардіан» описав її як «нескінченно дивовижну та дотепну». Жаннет Катсуліс з «Нью-Йорк таймс» назвала її «бездоганною», «невичерпною та смішною». Персонаж це приклад останньої дівчини і затвердив Рот королевою крику. За свою роль отримала кілька номінацій.
2018 року зіграла Джозі в романтичному фільмі «Назавжди моя дівчина», який розкриває теми сили та розширення прав і можливостей жінок. Стрічка отримала негативні відгуки критиків.
2019 року повторила роль Трі Гелбман у «Щасливому дні смерті 2», який режисер задумав ще до виходу попередника, і Рот спочатку вагалась, вважаючи, що продовження потенційно вплине на прочитання оригіналу. Проте її переконала пропозиція Лендона, і вона вважала, що це «підносить фільм із жахастика до штибу „Назад у майбутнє“, де продовження приєднується там, де певна частина фільму закінчилась, що пояснює багато чого». Фільм отримав схвальні відгуки критиків і фінансовий успіх і Рот отримала другу номінацію на премію «Fright Meter».
2020 року зіграла головні ролі у двох фільмах: музичній стрічці «Дівчина з долини», ремейку однойменного фільму 1983 року та романтичній драмі «Все моє життя». У першому фільмі Рот зіграла Джулі, яку в оригінальному фільмі виконала Дебора Форман. Обидві кінокартини неоднозначно сприйняли критики, хоча роль Рот заслужила певну похвалу. Того ж року з'явилася в чотирьох епізодах серіалу Amazon Prime Video «Утопія». Рот сказала, що «робота з Ґіліян Флінн і неймовірним акторським складом у Чикаго була роботою мрії, і я дуже рада, що глядачі пройшли через ці емоційні американські гірки. Це унікально, весело і трагічно водночас».
2019 року пройшла кастинг на головну роль у кримінальній драмі «Торговці тілами». 2020 року знялася в пілотному епізоді «Даліли» від HBO Max, який так іне вийшов на екрани.
2022 року замінила Самару Вівінг у бойовику «Пробивний чувак». Прем'єра відбулася на Міжнародному кінофестивалі в Торонто 2023 року та вийшла на екрани у квітні 2024 року. Лорен Коутс з The AV Club сказала, що персонаж Рот «входить у гру надто пізно, щоб використати його ефективно». Чейз Гатчінсон з «Сіетл таймс» сказав, що її гра «виправдана». Повторила роль у грі «Super Dragon Punch Force 3», випущеній того ж місяця.
2024 року стало відомо, що Рот зіграє головну роль у трилері про виживання «Титан» разом із Кіаною Мадейрою.

## Особисте життя
14 лютого 2019 року оголосила про заручини з актором Еріком Клемом. Вони одружилися 12 вересня 2020 року в Моррісоні.

## Фільмографія
| Рік  |    | Українська назва           | Оригінальна назва          | Роль             |
| ---- | -- | -------------------------- | -------------------------- | ---------------- |
| 2010 | с  | Їх розшукує Америка        | America's Most Wanted      | Божана Мітіч     |
| 2011 | с  | Цибулеві новини            | The Onion News Network     | Кеті Клеменц     |
| 2011 | с  | Щасливий кінець            | Happy Endings              | підліток         |
| 2012 | с  | Пліткарка                  | Gossip Girl                | жінка            |
| 2013 | с  | Блакитна кров              | Blue Bloods                | Сильвія          |
| 2013 | с  | Штати майбутнього          | Futurestates               | Мая              |
| 2013 | с  | Кайф з доставкою           | High Maintenance           | Рейчел           |
| 2013 | с  | Наступного разу у Лонні    | Next Time on Lonny         | Стефані          |
| 2013 | кф | Обіцяна земля              | Promised Land              | Мая              |
| 2013 | ф  | Останні хранителі          | The Last Keepers           | Джессіка         |
| 2013 | ф  | Припливи                   | The Hot Flashes            | Міллі Раш        |
| 2013 | ф  | Молоді виблядки            | Bastards of Young          | Саманта          |
| 2013 | ф  | Джек, Джулс, Естер і я     | Jack, Jules, Esther and Me | Джулс            |
| 2014 | ф  | Дисоціація                 | Dissocia                   |                  |
| 2015 | ф  | Лілі та Кет                | Lily & Kat                 | Лілі             |
| 2015 | ф  | Студент зі звʼязками       | The Preppie Connection     | Лора             |
| 2015 | ф  | Паралелі                   | Parallels                  | Беатріс Карвер   |
| 2016 | ф  | Підлітки                   | Juveniles                  | Ембер            |
| 2016 | ф  | Трастовий фонд             | Trust Fund                 | Різ Донагʼю      |
| 2016 | ф  | Вовки                      | Wolves                     | Лола             |
| 2016 | ф  | Племʼя                     | The Tribe                  | Дженні           |
| 2016 | ф  | Літній день                | Summertime                 | Джулс            |
| 2016 | ф  | Ла-Ла Ленд                 | La La Land                 | Алексіс          |
| 2016 | ф  | Ліпше бути самотнім        | Better Off Single          | Мері             |
| 2016 | с  | Поліція Чикаго             | Chicago P.D.               | Медісон          |
| 2016 | с  | Мері + Джейн               | Mary + Jane                | Пейдж            |
| 2017 | ф  |                            | Tater Tot & Patton         | Енді             |
| 2017 | ф  | Щасливий день смерті       | Happy Death Day            | Тереза           |
| 2017 | ф  | Будь ласка, приготуйтесь   | Please Stand By            | Джулі            |
| 2018 | ф  | Назавжди моя дівчина       | Forever My Girl            | Джозі            |
| 2019 | ф  | Щасливий день смерті 2     | Happy Death Day 2U         | Тереза           |
| 2020 | с  | Утопія                     | TUtopia                    | Саманта          |
| 2020 | ф  | Дівчина з долини           | Valley Girl                | Джулі            |
| 2020 | ф  | Все моє життя              | All My Life                | Дженн Картер     |
| 2021 | ф  | Торговці тілами            | Body Brokers               | Мей              |
| 2023 | ф  | Пробивний чувак            | Boy Kills World            | Міна Ван Дер Кой |
| 2024 | вг | Super Dragon Punch Force 3 | Super Dragon Punch Force 3 | Міна Ван Дер Кой |

### Театр
| Рік      | Назва                  | Роль  | Місце                                     | Примітки |
| -------- | ---------------------- | ----- | ----------------------------------------- | -------- |
| 2011 рік | Сон палахкого хлопчика | Челсі | Центр театру Гарольда та Міріам Штайнберг | [ 15 ]   |

## Визнання
| Нагорода                             | Рік  | Категорія                  | Номінована робота       | Результат | Прим.  |
| ------------------------------------ | ---- | -------------------------- | ----------------------- | --------- | ------ |
| Fright Meter Awards                  | 2017 | Найкраща акторка           | Щасливий день смерті    | Номінація | [ 44 ] |
| Fright Meter Awards                  | 2019 | Найкраща акторка           | Щасливий день смерті 2  | Номінація | [ 51 ] |
| Премія кола кінокритиків Нью-Мексико | 2017 | Найкраща жіноча роль       | Щасливий день смерті    | Номінація | [ 45 ] |
| Streamy Awards                       | 2014 | Найкращий акторський склад | Наступного разу у Лонні | Номінація | [ 17 ] |